# Stallet, Åtvidaberg
Stallet är en omkring åttio meter lång byggnad i Åtvidaberg, som uppfördes 1857 som stall för Åtvidabergs kopparverk. Det var då en av fyra längor, vilka bildade en fyrkant. Stallet är byggt i sten, medan de andra byggnaderna blev enklare träbyggnader. Stallet ersatte ett tidigare  stall, som låg närmare brukskontoret. Byggnaden ritades av Carl Eric Ferngren och uppfördes av Jonas Jonsson.
På äldre svenska bruk var det vanligt att en huvudgata, kantad med bland annat arbetarbostäder, ledde fram till ägarens boningshus. I Åtvidabergs fall låg ägarbostaden Adelsnäs utanför samhället på en udde i Bysjön, och i stället kom bruksgatan Stenhusgatan att ligga i en linje mot det nya stallet. Stallet placerades vid en damm i Åtvids ström, vilken dock 1961 fylldes igen för att ge ny fabriksmark.

## Exteriör
Byggnaden var troligen från början uppfört i en våning med höskulle.  I dag har den tre våningar. Den är sedan 1960-talet sammanbyggd dels i väster med en simhall och en sporthall, dels i öster med en hotellänga i två våningar. Delar av stallets västra del är ombyggda för simhallens funktion.
Stallets fasader är putsade och taket är ett sadeltak, som täcks av enkupiga tegelpannor. Fönstren är kopplade rundbågiga tvåluftsfönster med träspröjs.

## Interiör
Entréhallen ligger centralt med ingång från norra sidan. Öster om denna ligger två matsalar. Den västra matsalen sträcker sig över byggnadens bredd och den östra matsalen ligger längs med byggnadens södra vägg, med en målning med stall- och hästmotiv från 1980-talet av Caroline Blixt (född 1957) på den östra kortväggen. Delen väster om byggnadens mittparti är omgjord och innehåller bland annat omklädningsrum till simhallen.

## Användning efter kopparverksepoken
Efter kopparverksepoken och nedläggningen av Åtvidabergs lantbruk har stallet bland annat fungerat som förråd för Forsaströms Kraft AB och som bilverkstad. Fideikommissarien på Adelsnäs Theodor Adelswärd föreslog 1927 att stallet skulle byggas om till kommunhus, brandstation och bibliotek, men denna idé förverkligades inte. I början av 1940-talet tog disponent Elof Ericsson på AB Åtvidabergs industrier upp tankar på ombyggnad, denna gång till ett hotell. Det dröjde dock två decennier, innan hotellplanerna förverkligades. År 1963 invigdes Stallet som hotell och restaurang, med AB Åtvidabergs brukshotell som ägare och drivna under några decennier av Sveriges Allmänna Restaurangaktiebolag (SARA). Senare har flera företag med växlande framgång ägt fastigheten och drivit hotell och restaurang, och Stallet har också under perioden 2015–2020 använts som flyktingförläggning för Migrationsverket.
Byggnaden står idag (2023) oanvänd sedan 2020.